# Лацкан

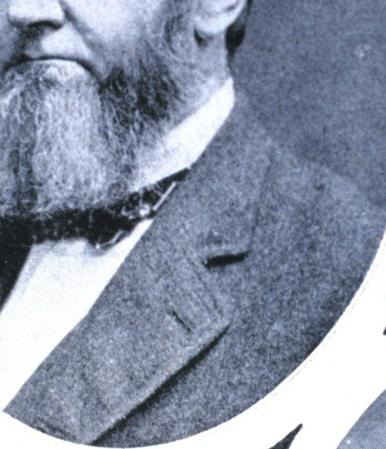
Лацкан піджака

Ла́цкан (від нім. Latz) — вилога на грудній частині верхнього одягу (піджака, пальта, плаща і т. ін.)
Разом із коміром лацкани утворюють лінію від плечового та шийного відділу до початку ґудзиків.
Існує велика кількість стилів лацканів з численними опціями.
Найбільш варіативною складовою є ширина лацканів — від вузьких та майже непомітних лацканів 1950-х до непомірно широких екземплярів 1970-х.
Як і у випадку зі всіма атрибутами моди, що прийнято вважати класичними, найбільш поширеною та вживаною є середня, або помірна ширина лацканів.
На додаток до параметрів ширини, лацкани розподіляються за трьома основними стилями:
- у вигляді зазубрин (пили) з широким, форми V відворотом у місці з'єднання лацкана та коміра
- загострені, за різким переходом до звуження
- шалевидні, де лацкан та комір практично неможливо розрізнити та виокремити.

Зазубрені та загострені лацкани однаково належать до класичних стилів, хоч слід зауважити, що останній частіше зустрічається на двобортних піджаках.
Шалевидні лацкани майже виключно призначені для повсякденного формального одягу, хоч іноді і застосовуються в індивідуальному пошиві. Для досягнення класичного вигляду чоловічого костюма слід уникати використання шалевидних лацканів.